# Милован Видак
Милован Видак (Стожишта код Босанског Грахова, 12. октобра 1926 — Београд, 22. март 2003) био је српски сликар.

## Биографија
Милован Видак (1926—2003) је рођен у Стожиштима, планинском мјесту на Тромеђи (Лике, Далмације и Босанске крајине), које припада општини Босанско Грахово. Када су, почетком ратне 1942. године, пролетерске бригаде из Србије стигле на Тромеђу Видак, тада 16-годишњак им се прикључио као борац Друге српске пролетерске бригаде, учествовао је у биткама на Неретви и Сутјесци. У Другом свјетском рату је рањаван, остао је без једног ока. Из рата је изашао са подофицирским чином. Склоност ка сликању нагони га да већ 1950. године почне да изучава сликарске вештине. Свој професионални и етички однос према раду уноси 1952. године у свој етички и уметнички Кодекс по коме ће се он равнати све до краја свог живота.
Поред Кодекса, кога се дословно придржавао до краја свог живота, постојала је и једна реченица у коју је Милован Видак сместио цео свој животни и филозофски мото, реченица која гласи: Судбина света зависи од једног канаринца у Босни. За оне који не виде поруку у овој његовој мисли могу је можда протумачити у једној тибетанској изреци сличног значења, а она гласи: Када лептир затрепери крилима у Тибету, тај трептај се до Рима претвори у разорне олује.
Умро је у Београду 22.03. 2003. болестан и у беди, а сахрањен је на Новом Бежанијском гробљу.

### Уметнички кодекс
- 01. Чистоћа и јасноћа субјективног виђења полаже право на истраживачки зачетак
- 02. Истинско вођење долази из самог предмета
- 03. Ослободити се страха и жеље за оживљавањем анахронизма и преживелог света
- 04. Срушити Хегелов зид
- 05. Овладати извођачком техником до нестварног
- 06. При изучавању и посматрању објективног не занемарити свет рођен из покренутих емоција и импулса
- 07. Треба да будем трезан, усредсређен, будан и одговоран себи. Треба да схватим пролазност формалног привида пробуђења реалности. Не смем изгубити из вида долазак техничке интелигенције, условљене законом и светом деструкције
- 08. Тражити и препознавати могући кључ вечног трајања — жудње ка универзуму људског духа
- 09. Проучавати и упознавати сва подручја која откривају, укључују или искључују дати тренутак свог уобличеног постојања или нестанка, посредног или непосредног битка објективног живота и смрти
- 10. Поштовати сваки стваралачки и истраживачки рад условљен субјективним разлозима, тим пре ако служи људском роду
- 11. Ослобађати се рушилачког и оплођавати градитељски нагон
- 12. Продрети до суштине имагинарног импулса људске природе
- 13. Поимати и разјашњавати материјалистичко постојање света и његово метафизичко отуђење.

Кодекс је био и кодекс групе Медиала чији је саоснивач био и Милован Видак са још неколико уметника (Леонид Шејка, Миро Главуртић, Синиша Вуковић, Оља Ивањицки...).

## Сликарски опус
Стваралачки рад Милована Видака је подељен на четири циклуса:
- Пред почетак великог суђења

Први сликарски циклус, Милован Видак је отпочео 1959. године низом скица и цртежа у коме се бавио испитивањем моделовања форме, боје и игром светлости. Све то се најбоље види на његовим сликама Каменице из 1956. године и Шкрапље из 1957. године. Свој први циклус он завршава 1965. године излагањем главне слике циклуса, Пролећни сазив у Галерији графичког колектива у Београду. Слика је завршена пред саму изложбу, а почетак рада на слици је био 1962. године. На изложби су, поред слике били и пропратни цртежи првог циклуса који је кулминирао управо сликом Пролећни сазив. Том сликом Милован Видак окончава свој први циклус, мада га, како је и сам говорио није завршио јер недостају још три сазива — Летњи, јесењи и зимски. У свом првом циклусу, сликом Пролећни сазив, Видак је и дословно и симболично вратио два главна атрибута његовог сликарства — Небо и Земљу.
- Рађање

Главну слику циклуса, Милован Видак је, уз још десетине скица, изложио 1974. године у галерији Графичког колектива. Главној слици циклуса претходиле су слике Врата вулкана из 1965—73. године, Предворје јона из 1968. године, Тактилон А из 1969. године, Гама набој из 1970. године и Катализа I, II, III, IV, све из 1974. године. У овом циклусу, од 1965. године до 1974. године, Милован Видак у жижу свог интересовања ставља изабрани иконографски репертоар чија се бит може назрети и у називима слика, па преко избора усвојених симбола долази до проблема боје и светлости.
- Распеће[2]
- Богојављење

Циклус Богојављање никада није завршио. Све време свог стваралачког рада живео је и радио у Београду.
Слике Милована Видака се чувају у колекцијама Музеја града Београда, Уметничкој галерији Надежда Петровић у Чачку и у манастирској умјетничкој збирци Манастира Крка. Процењује се да му се опус састојао од око 150 слика и цртежа. Сликао је споро и темељно, тако да су му сваки цртеж или слика били урађени до савршенства.

## Самосталне изложбе
- 1965. Галерија графичког колектива, Београд
- 1970. Галерија графичког колектива, Београд
- 1973. Галерија графичког колектива, београд
- 1981. Галерија културног центра, Београд
- 1988. Народни музеј, Београд
- 1992. Модерна галерија, Ваљево
- 2011. Галерија HEXALAB Фондација Плаво, Београд Ретроспективна изложба слика поводом 85 година рођења:[4][5]

## О сликарству Милована Видака
- Милић од Мачве: Видак је као инвалид из рата, сликао само једним оком, али то му није сметало јер је, очигледно, имао — треће око. Прва Видакова слика била је Чудесни свет гљива. То су биле неке гљиве из његовог босанског света, а што је било прилично бизарно 1955. године када су сликари углавном сликали ашове, чекиће, радне акције, градилишта, фабрике. Убрзо, после својих гљива, Видак је напустио војску и објављује свој чувени Кодекс који је саставио још 1952. године. Из тог Кодекса се и рађају његове фасцинантне ванземаљске слике којима даје визионарске наслове. Рецимо, Импулсни осцилатор, Поларизација будизма, Зона епрувета Мирујућа плазма, Жива плазма, Кристали, Кибернетичка пунктура, Централни цензор чувства...
- Леонид Шејка: Нашао сам сликара који је војно лице!?’ Сви смо тада почињали, утицали једни на друге, водили смо заједнички живот и давали једни другима огромну моралну подршку. С друге стране, били смо толико отворени да смо, ето, тражили свуда самислиоце, па и у ЈНА педесетих година. Видак је ликом подсећао на Теслу...
- Никола Кусовац: Кодекс и његов добар пријем снажно су обавезивали Видака и учврстили га у вери да је на правом путу, да он, потом, никад није довео у сумњу његове недоречености и нејасноће. Зато, ваљда, није ни покушавао да га допуни, појасни и промени набоље. Понављао га је непрестано, не само као своје трајно морално и стваралачко опредељење. За такав однос према Кодексу, као вечној и непроменљивој вредности, важна је била чињеница да се Видак његовом суштином уклопио у ону стваралачку климу која је резултовала појавом Медијале...
- Оља Ивањицки: Дуго сам размишљала шта њих двојицу повезује — Николу Теслу и њега? И питала сам га: Видаче, да ли код вас, тамо, у родном крају, често севају муње? Одговорио је: Сева и грми сваки дан. Тада сам схватила да су и Тесла и Видак били набијени електрицитетом, и да, самим рођењем, поседују посебно прочишћено стање свести, да је и Тесли и Видаку било све јасно, одмах, самим рођењем. Схватила сам да су били веома близу не само муња, већ, и самог Бога...
- Љуба Поповић: За интегралном сликом је трагао покојни Милован Видак, и направио је само неколико слика, и то с огромним напором. Тај пут ка интегралној слици је у оно време много значио. У Паризу сам тај израз и теме мало употребљавао, из простог разлога што је у великом свету, о таквој теми, тешко и разговарати. Оно што је битно јесте да у XX веку постоји бар двадесет сликара који су остали на себи, на слици, без обзира на све покрете који су се појављивали у модерној уметности...
- Милован Видак

Укрстио је своју кичму

И погледе и руке

са полугама горострасне справе
Скида са ње по ваздан

Сломљене небеске греде

И глача је до бесвести
Стоји са њом под унакрсном ватром

Разнобојних зракова

Скамењених у лету
Гледа како над њом

Расте смртоносно брдо
И вади из сплета замајаца

Своје велико срце

И њиме је брижно покрива
30. новембар 1969, НИН, Васко Попа